# Tour du Cameroun 2012
Die 10. Tour du Cameroun (dt.: Kamerun-Rundfahrt) fand vom 8. bis zum 17. März 2012 statt. Das Radrennen wurde in acht Etappen mit zwei Ruhetagen ausgetragen. Es gehörte zur UCI Africa Tour 2012 und war dort in die Kategorie 2.2 eingestuft. Damit erhielten die ersten acht Fahrer der Gesamtwertung und die ersten drei jeder Etappe sowie der Träger des Gelben Trikots des Gesamtführenden nach jeder Etappe Punkte für die Africa-Rangliste.
Gesamtsieger des Etappenrennens wurde der Einheimische Yves Ngue Ngock (Nationalmannschaft Kamerun), der im vergangenen Oktober mit dem Grand Prix Chantal Biya bereits das andere internationale Radrennen in seiner Heimat gewonnen hatte. Er siegte mit fast zwei Minuten Vorsprung auf den Zweitplatzierten Vincent Graczyk aus Frankreich und den Ivorer Issiaka Fofana.

## Teilnehmer
Am Start standen unter anderem Nationalmannschaften aus dem Gastgeberland, der Elfenbeinküste, Gabun, der Republik Kongo, der Zentralafrikanischen Republik und auch der Schweiz. Zudem nahmen Fahrer aus der Slowakei und Frankreich teil.

## Etappen
| Etappe | Tag      | Start–Ziel              | km         | Typ     | Etappensieger    | Gesamtführender |
| ------ | -------- | ----------------------- | ---------- | ------- | ---------------- | --------------- |
| 1.     | 8. März  | Figuil – Garoua         | 105        |         | Damien Tekou     | Damien Tekou    |
| 2.     | 9. März  | Ngaouyanga – Ngaoundéré | 78,5       |         | Issiaka Cissé    | Yves Ngue Ngock |
| R      | 10. März | 1. Ruhetag              | 1. Ruhetag | Ruhetag |                  | Yves Ngue Ngock |
| 3.     | 11. März | Bafoussam – Bafoussam   | 104        |         | Julien Morin     | Yves Ngue Ngock |
| 4.     | 12. März | Bafang – Mbanga         | 125,2      |         | Yves Mercier     | Yves Ngue Ngock |
| 5.     | 13. März | Limbé – Kumba           | 98         |         | Noël Richet      | Yves Ngue Ngock |
| 6.     | 14. März | Kumba – Douala          | 131,3      |         | Andreas Anderegg | Yves Ngue Ngock |
| 7.     | 15. März | Douala – Kribi          |            |         | Sébastien Zammit | Yves Ngue Ngock |
| R      | 16. März | 2. Ruhetag              | 2. Ruhetag | Ruhetag |                  | Yves Ngue Ngock |
| 8.     | 17. März | Pouma – Yaoundé         | 131        |         | Milan Barenyi    | Yves Ngue Ngock |